# Fuji goko

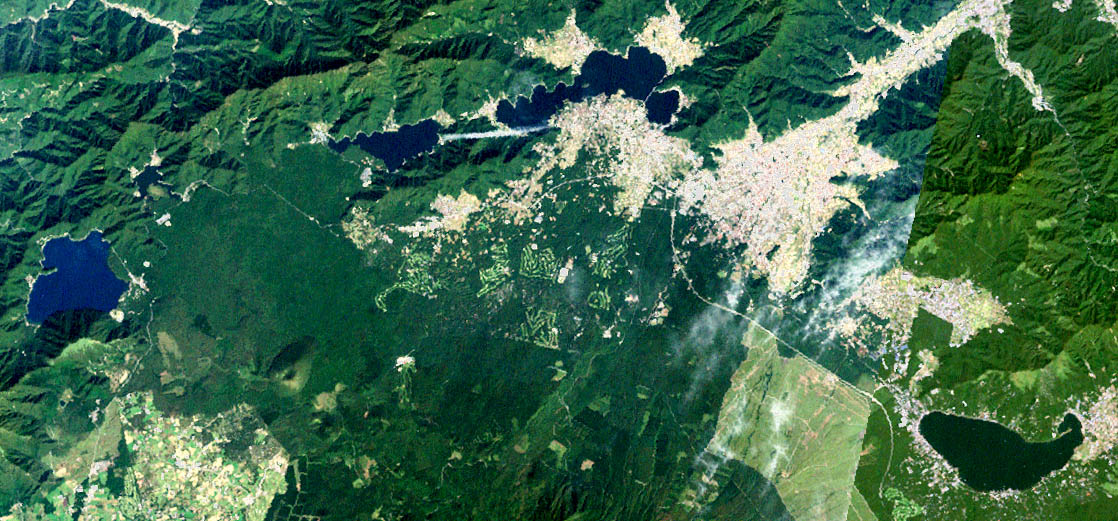
Fuji goko

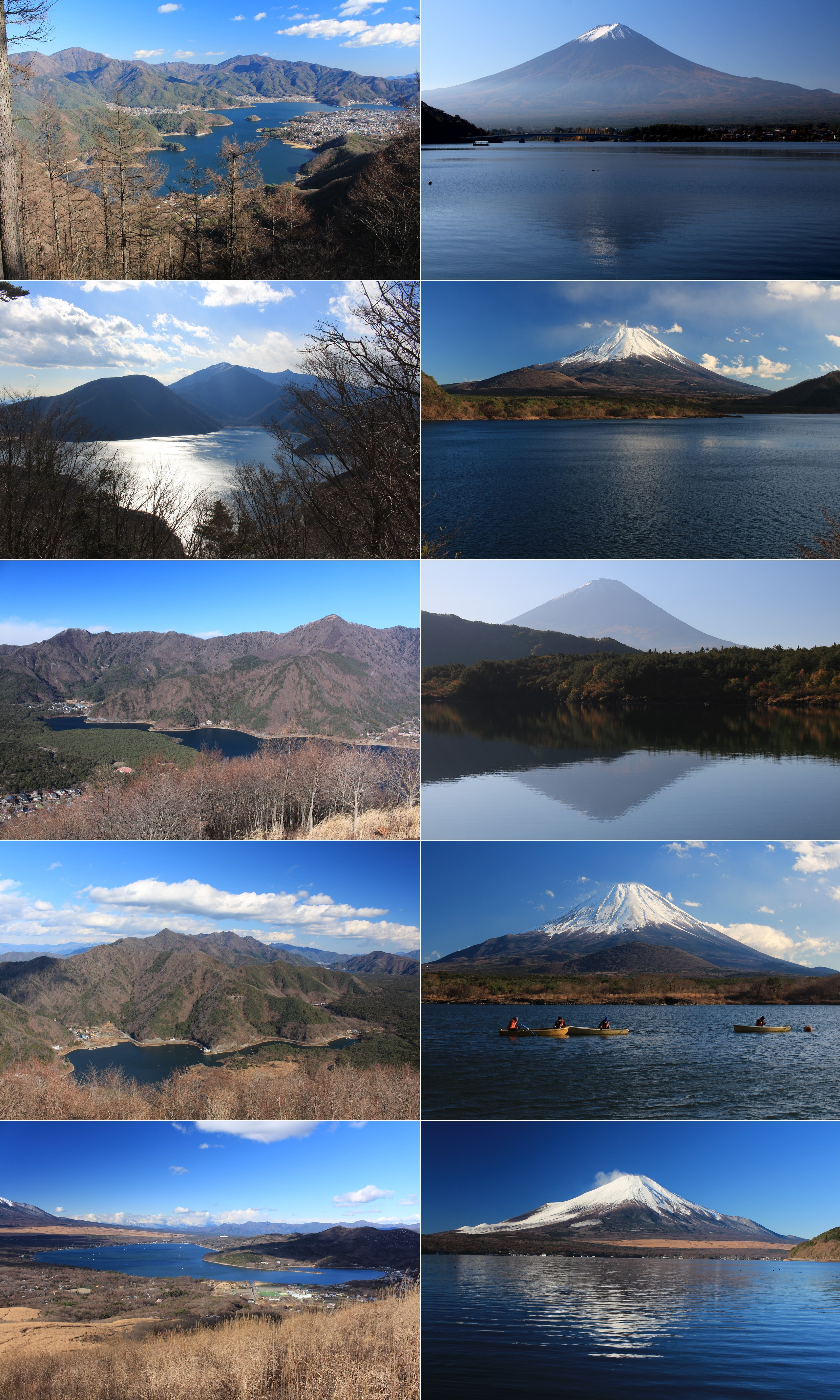
Fuji goko
Kawaguchisjön
Motosusjön
Saisjön
Shojisjön
Yamanakasjön

Fuji goko (japanska: 富士五湖?, Fuji goko, "de fem Fuji-sjöarna") är ett område av sjöar som ligger nära berget Fuji i Japan.

## Geografi
Fuji goko ligger i Yamanashi prefektur, i en båge runt berget Fujis norra del. Sjöarna skapades under vulkanutbrott som dämmade upp floder i området. Sjöarna ligger på ca 900 meter höjd över havet.
Sjöområdet omfattar:
- Yamanaka-ko (Yamanakasjön), den östligaste och största sjön

- Kawaguchi-ko (Kawaguchisjön)

- Sai-ko (Saisjön)

- Shoji-ko (Shojisjön), den minsta sjön

- Motosu-ko (Motosusjön), den västligaste och djupaste sjön

## Historia
Den 1 februari 1936 grundades Fuji-Hakone-Izu National Park där Fuji goko ingår.
Området är ett mycket populärt turistområde och besöks årligen av ca 9 miljoner besökare och Motosu-ko pryder även baksidan på 5000-yensedeln.